# キーキング

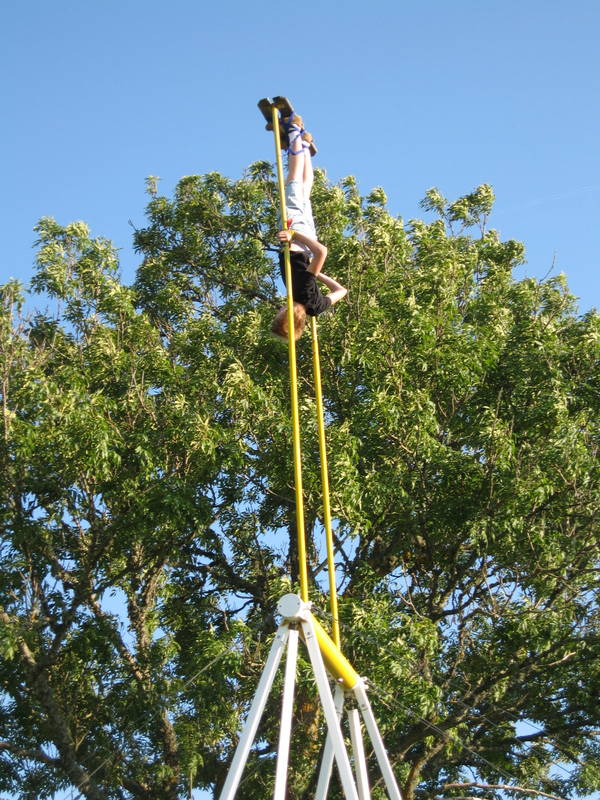
キーキングをする男性

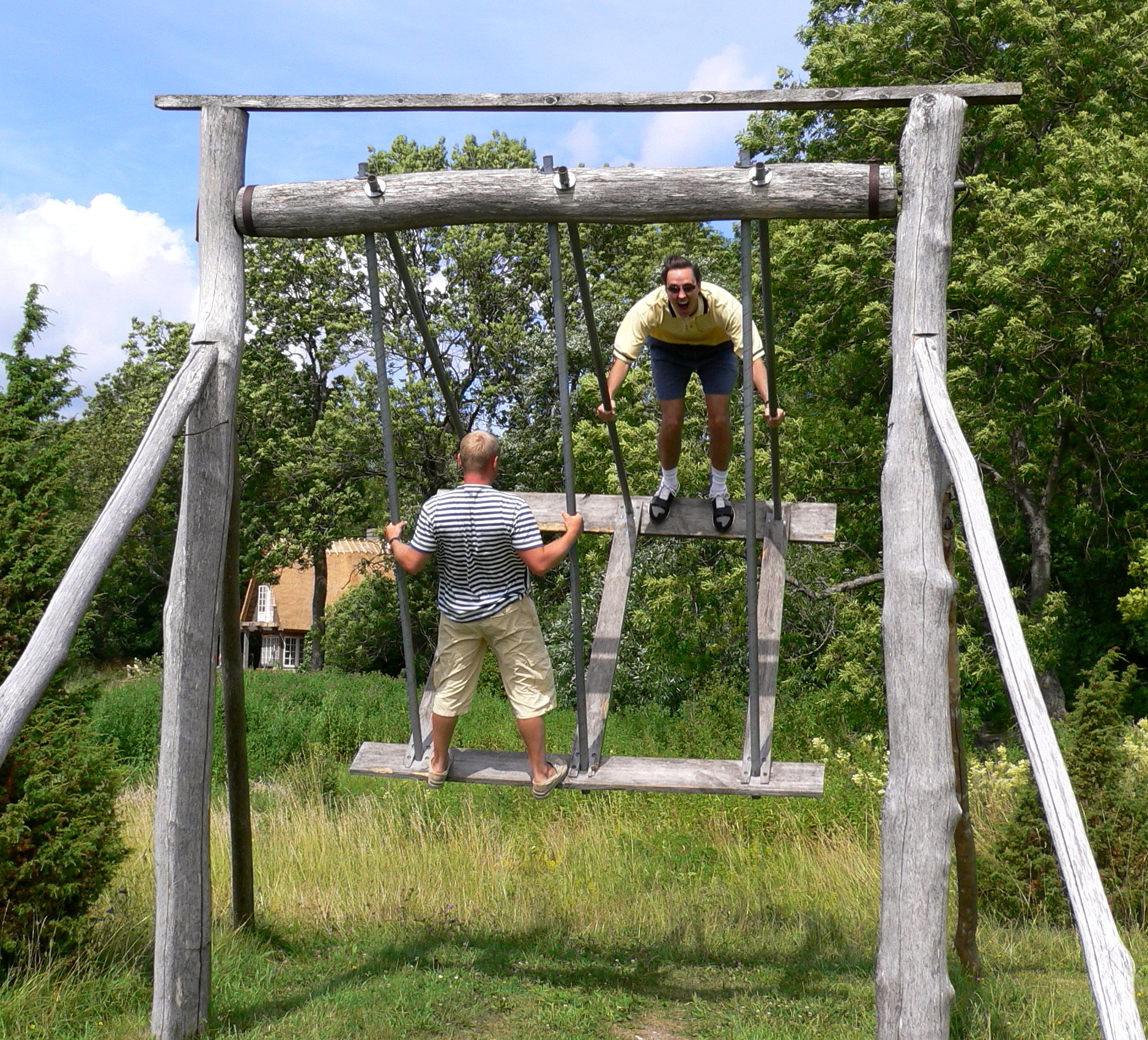
エストニアの伝統的な大ブランコ

キーキング(kiiking)は1996年にエストニアでアド・コスク(Ado Kosk)という人物によって発案されたブランコのような乗り物に乗って行うスポーツ。エストニア語においてキークは「揺れる」という意味を持っている。ブランコでいえばぶら下がる手すりの部分は鋼でできており、足の部分を固定して行うために360度回転することも可能である。乗っている人はしゃがんだり立ったりすることで、うまく漕ぐことができれば、勢いをつけて乗ることができる。
発案者のアド・コスクは長い手すりになればなるほど回転部分を超えて直角以上に漕ぐのが難しくなると述べており、自身は手すりにはめ込むことで徐々に手すりを伸ばすことのできる物を設計し特許を獲得している。現在の最長記録はアンドラス・アーサマエの7メートル2センチである。